# Michael Christ
Michael Christ (* 26. März 1989 in Kassel) ist ein ehemaliger deutscher Eishockeyspieler, der den Großteil seiner Karriere bei den Kassel Huskies in der DEL2 spielte.

## Karriere
Christ spielte in seiner Jugend für die Eishockey Jugend Kassel und anschließend für die Jungadler Mannheim in der Deutschen Nachwuchsliga, bis er schließlich zur Saison 2007/08 zu den Kassel Huskies in die 2. Bundesliga wechselte. Mit den Nordhessen schaffte der Flügelstürmer in der gleichen Spielzeit den Aufstieg in die Deutsche Eishockey Liga.
Ab der Saison 2008/09 spielte Christ mit einer Förderlizenz beim Kooperationspartner der Huskies, den Eispiraten Crimmitschau, bei denen er zur Saison 2010/11 einen vollwertigen Vertrag erhielt.
Im Juli 2021 beendete er seine Karriere.
Aufgrund vieler Ausfälle im Team feierte Christ in der Saison 2022 ein kurzzeitiges Comeback im Team der Kassel Huskies.

## Karrierestatistik
(Legende zur Spielerstatistik: Sp oder GP = absolvierte Spiele; T oder G = erzielte Tore; V oder A = erzielte Assists; Pkt oder Pts = erzielte Scorerpunkte; SM oder PIM = erhaltene Strafminuten; +/− = Plus/Minus-Bilanz; PP = erzielte Überzahltore; SH = erzielte Unterzahltore; GW = erzielte Siegtore; 1 Play-downs/Relegation; Kursiv: Statistik nicht vollständig)